# Sandrine Béranger
Pour les articles homonymes, voir Béranger.
Sandrine Béranger est une athlète française née le 12 février 1974. Spécialiste de l'ultra-trail, elle a remporté le Grand Raid en 2005 et l'Échappée Belle en 2018.

## Résultats
| no  | féminin            | Course                        | Longueur | Départ            | Temps            |
| --- | ------------------ | ----------------------------- | -------- | ----------------- | ---------------- |
| 39e | Médaille d'or      | Grand Raid                    | 141 km   | 21 octobre 2005   | 27 h 24 min 57 s |
| 11e | Médaille d'or      | Échappée Belle                | 144 km   | 31 août 2018      | 28 h 19 min 44 s |
| 9e  | Médaille d'or      | Grand Duc Trail de Chartreuse | 78 km    | 30 juin 2019      | 12 h 36 min 02 s |
| 17e | Médaille de bronze | Tor des Géants                | 326 km   | 11 septembre 2022 | 89 h 40 min 4 s  |